# Kwanzaa
Kwanzaa – tygodniowe święto obchodzone w Stanach Zjednoczonych oraz w świecie zachodnim przez diasporę afrykańską, upamiętniające afrykańskie dziedzictwo w kulturze amerykańskiej. Pomysłodawcą i popularyzatorem święta jest Maulana Karenga, a pierwszy raz obchodzono je na przełomie lat 1966–1967.
Kwanzaa celebrowane jest od 26 grudnia do 1 stycznia i wiąże się z przyjęciami oraz obdarowywaniem prezentami. 
Święto opiera się na następujących zasadach (nguzo saba):
- jedność (umoja)
- determinacja (kujichagulia)
- zbiorowa praca i odpowiedzialność (ujima)
- celowość (nia)
- spółdzielczość (ujamaa)
- kreatywność (kuumba)
- wiara (imani)